# Зенкова, Апполинария Ивановна
Апполинария Ивановна Зенкова (в замужестве Сторожко) — советская лётчица, участница Великой Отечественной войны.

## Биография
Призвана в РККА в сентябре 1942 года Томским ГВК Новосибирской области. На фронтах Великой Отечественной войны с 1943 года. Летала на самолетах Р-5, У-2, УТИ-4, Як-1, Як-7, ЛаГГ-3 и освоила Ла-5.
В годы войны воевала лётчиком в составе 415-го истребительного авиационного полка на Карельском и Ленинградском фронтах. Летала на «Ла-5». Сбитых самолетов нет. Выполнила 19 боевых вылетов на Ла-5, уничтожила склад с горючим, 3 автомобиля с грузом и 10 солдат противника. Удостоена ордена Отечественной войны 2-й степени.

## Награды
- Орден Отечественной войны 2-й степени (12.07.1944 г.)[3]

## Семья
Вышла замуж за своего однополчанина летчика-истребителя Ивана Тихоновича Сторожко (1921-2014).